# Bíňovce
Bíňovce é um município da Eslováquia, situado no distrito de Trnava, na região de Trnava. Tem 7,79 km² de área e sua população em 2019 foi estimada em 677 habitantes.

## Demografia
| Ano:        | 1994 | 2004   | 2014   | 2024   |
| ----------- | ---- | ------ | ------ | ------ |
| Broj ljudi: | 647  | 654    | 663    | 639    |
| Razlika:    |      | +1,08% | +1,37% | -3,61% |

| Ano:               | 2023 | 2024 |
| ------------------ | ---- | ---- |
| Número de pessoas: | 639  | 639  |
| Diferença:         |      | +0%  |